# Bluffsyndromet
Bluffsyndromet (översatt från engelskans impostor syndrome) är en informell psykologisk term som myntades på 1970-talet för att beskriva hur vissa personer har svårt att internalisera sina förmågor eller prestationer. Trots yttre tecken på kompetens är de som lider av bluffsyndromet övertygade om att de är "bluffar" och inte förtjänar den framgång de har nått. Tecken på framgång avfärdas som tur, tajming eller att ha lurat andra att tro att de är mer kompetenta än de själva tror att de är. Bluffsyndromet är lika vanligt bland könen; tidiga studier fokuserade dock på högpresterande kvinnor.

## Bakgrund
Begreppet "impostor syndrome" myntades i en artikel som skrevs av Pauline R. Clance och Suzanne A. Imes 1978, där de beskrev hur högpresterande kvinnor tenderar att tro att de inte är intelligenta och att andra övervärderar dem.

## Beteende hos högpresterande kvinnor
Imes och Clance fann flera beteenden hos högpresterande kvinnor med bluffsyndromet:
- Flit: Skickliga kvinnor arbetar ofta hårt för att förhindra omgivningen från att upptäcka att de är "bluffar". Detta arbete leder ofta till mer beröm och framgångar, vilket befäster känslorna av att vara en bluff och ökar rädslan för att bli upptäckt. Kvinnan kan känna sig tvingad att arbeta två eller tre gånger så hårt, till exempel att förbereda sig överdrivet mycket och bli besatt av detaljer, menar Young. Detta kan i sin tur leda till utbrändhet och sömnsvårigheter.
- Känslan av att vara falsk: En kvinna med bluffsyndrom kan ofta försöka ge överordnade de svar hon tror att de vill ha, vilket ökar känslan av att hon känner sig som en bluff.
- Använder charm: Kopplat till ovanstående använder skickliga kvinnor ofta sin lyhördhet och charm för att få godkännande och beröm från överordnade och söker förbindelser med överordnade för att förbättra sina intellektuella och kreativa förmågor. När den överordnade ger henne beröm eller erkännande känner hon dock att detta beror på hennes charm och inte på hennes förmågor.
- Undviker självsäkra uttryck: Kvinnor med bluffsyndrom kan befästa sina känslor genom att undvika att uppvisa tro på sin egen förmåga. Hon kan tro att om hon litar på sin intelligens och sina förmågor kommer andra att reagera negativt. För att undvika detta övertygar hon sig själv om att hon inte är intelligent och inte förtjänar framgång.

## Forskning
Psykologiska undersökningar som gjordes under tidigt 1980-tal tyder på att två av fem framgångsrika personer anser sig vara bluffar och andra undersökningar visar att 70 % av alla människor känner sig som bluffar då och då. Det anses inte vara en psykisk störning, och räknas inte till de åkommor som beskrivs i Diagnostic and Statistical Manual of Mental Disorders.
Syndromet har dock studerats av många psykologer. Tidigare har det uppfattats som ett inarbetat personlighetsdrag, men numera uppfattas bluffsyndromet som en reaktion på vissa situationer och stimuli.
Trots att vissa personer är mer benägna att känna sig som bluffar, upplever dessa känslor starkare och kan identifieras genom särskilda personlighetsmått, tyder inte undersökningarna på att bluffsyndromet skulle vara ett eget personlighetsdrag.

## Demografi
Bluffsyndromet är särskilt vanligt bland personer som är högpresterande.  En annan grupp som ofta lider av detta fenomen är afroamerikaner. Bluffsyndromet har ofta rapporterats av studenter och forskare som fått positioner genom kvotering.
Några personer som har uttryckt sig ha bluffsyndromet inkluderar manusförfattaren Chuck Lorre, författarna Maya Angelou och Neil Gaiman, författaren John Green, komikern Tommy Cooper, affärsledaren Sheryl Sandberg, en domare i USA:s högsta domstol Sonia Sotomayor och skådespelaren Emma Watson.
Albert Einstein kan ha lidit av syndromet mot slutet av sitt liv: en månad innan sin död lär han ha berättat för en vän att "den överdrivna aktningen mitt livsverk hålls får mig att känna mig obekväm. Jag känner mig tvungen att tänka på mig själv som en ofrivillig svindlare."
I en undersökning sade sig 40 % av chefer ha uppnått sina mål genom tur och tillfälligheter. Flera amerikanska presidenter har också uttryckt att de hoppas att ingen ska upptäcka att de är bluffar.

## Behandling
Bluffsyndromet är inte en mental störning och har ingen standarddefinition. Därför finns det heller ingen konsensus om vilken behandling som bör användas. Syndromet går ofta odiagnosticerat. Personer som lider av bluffsyndrom brukar ägna mycket tid åt att tänka på misslyckanden och negativ feedback från andra.
Om det inte behandlas, kan den drabbade utveckla oro, stress, lågt självförtroende, depression och skam. Syndromet kan också begränsa individens utforskning av nya erfarenheter, av rädsla att avslöjas som en bluff.
Det finns ett antal metoder att mildra bluffsyndromet. Det mest spridda är att diskutera ämnet med andra personer tidigt under karriären. Mentorer kan berätta om sina liknande erfarenheter. De flesta som lider av bluffsyndromet är omedvetna om att andra också känner sig otillräckliga. När ämnet väl har diskuterats, känner sig personen inte längre ensam i den negativa känslan. Att reflektera kring bluffsyndromet är en nyckeldel i att hantera det. Det kan också vara en hjälp att göra en lista över prestationer, positiv feedback och framgångshistorier. Slutligen kan personer i individens närhet som ger feedback på vad han eller hon gjort och har regelbundna diskussioner om bluffsyndromet vara nödvändiga.